# Ewgeni Mikeladse
Ewgeni Mikeladse (georgisch ევგენი მიქელაძე; auch Jewgeni Semjonowitsch Mikeladse; russisch Евгений Семёнович Микеладзе, wiss. Transliteration Evgenij Semënovič Mikeladze; * 14. Junijul. / 27. Juni 1903greg. in Baku, Russisches Kaiserreich, heute Aserbaidschan; † 22. Dezember 1937 in Tiflis, Georgische SSR) war ein georgischer Dirigent. 1933 leitete er das Staatliche Symphonieorchester Georgiens, 1934 bis 1937 war er Chefdirigent des Staatlichen Sacharia-Paliaschwili-Theaters für Oper und Ballett in Tiflis. Er wurde Opfer des Großen Terrors in der Sowjetunion. 

## Leben
Mit seiner georgischstämmigen Familie zog er als Kind nach Tiflis. Früh erlernte er verschiedene Blasinstrumente, darunter Trompete und Horn. Mikeladse besuchte musikorientierte Klassen der Tifliser Kadettenanstalt und der Realschule.
Später studierte er Komposition am Staatlichen Konservatorium Tiflis. Mitte der 1920er Jahre entschied er sich, Dirigent zu werden, wechselte 1927 an das Leningrader Konservatorium, wo ihn die späteren Leiter der Leningrader Philharmoniker, Nikolai Malko und Alexander Gauk, unterrichteten.
1931 kehrte er nach Tiflis zurück, wo er sich als Dirigent klassischer Musik einen Namen machte. 1933 gründete und leitete er das Staatliche Symphonieorchester Georgiens, gab im gleichen Jahr ein Konzert mit dem Komponisten Sergei Prokofjew. 1934 wurde er Chefdirigent des Staatlichen Sacharia-Paliaschwili-Theaters für Oper und Ballett in Tiflis.
Nach seiner Hochzeit mit der Tochter Mamia Orachelaschwilis, eines unter Stalin verfolgten Bolschewiken, wurde Mikeladse im November 1937 von der sowjetischen Geheimpolizei verhaftet. Er wurde 48 Tage lang einem Verhör unterzogen und gefoltert. Nach Zeugenaussagen war Lawrenti Beria persönlich an den Vernehmungen und Folterungen Mikeladses beteiligt. Schließlich wurde er von einem NKWD-Gericht zum Tod durch Erschießen verurteilt.
Er war verheiratet und hatte einen Sohn, Wachtang. Der Sohn wurde Dokumentarfilmer und arbeitet für das russische Fernsehen.

## Auszeichnungen
Mikeladse wurde 1936 mit dem Titel Verdienter Künstler der Georgischen SSR ausgezeichnet. Im Garten des Tifliser Opern- und Balletttheaters wurde seine Büste aufgestellt. In den 1990er Jahren erhielt das Staatliche Symphonieorchester Georgiens seinen Namen.

## Anmerkung
1. ↑  Die meisten Quellen geben als Geburtsdatum den 27. Juni 1903 an, einzelne nennen auch den 27. Juli 1903